# بير لوجة (عباس الشرقي)
بیر لوجة (بالفارسية: پیرلوجه) هي مستوطنة تقع في إيران في قسم عباس الشرقي الريفي. يقدر عدد سكانها بـ 114 نسمة .